# Dameon Johnson
Dameon Johnson (Baltimore, 29 oktober 1976) is een voormalige Amerikaanse atleet, die zich in 1999 nagenoeg vanuit het niets op de 400 m in de schijnwerpers liep en betrokken was bij de vestiging van een wereldindoorrecord op de 4 x 400 m estafette Dit record hield stand tot in 2014.

## Loopbaan
Johnson is een van de weinige atleten in de Verenigde Staten, die buiten het atletiekprogramma van de Amerikaanse universiteiten om tot de wereldtop doordrong. Toen hij zich in 1999 als deelnemer aan de Amerikaanse indoorkampioenschappen meldde, stond er uit het jaar ervoor slechts een persoonlijk beste indoortijd van 47,62 s op de 400 m van hem genoteerd. En hoewel hij zich op die kampioenschappen in zijn serie verbeterde tot 46,63, haalde hij er de 400 m-finale niet. Echter, doordat diverse hoger geëindigde 400 meterlopers het aanbod afsloegen om als lid van het 4 x 400 meterteam naar het Japanse Maebashi af te reizen voor de daar te houden wereldindoorkampioenschappen, werd Johnson de kans geboden om van dit estafetteteam deel uit te maken. Hij greep die met beide handen.
En met succes. In Maebashi bleek het viertal, naast Daemon Johnson bestaande uit Andre Morris, Deon Minor en Milton Campbell, een formidabele ploeg die het acht jaar oude wereldrecord van 3.03,05 van de Duitse nationale ploeg wist te verbeteren tot 3.02,83. Individueel werd het viertal geklokt op 45,85 (Morris), 46,18 (Johnson), Minor (46,05) en Campbell (44,75). Ze verdienden er, naast de gouden plak, totaal 60.000 dollar mee.
Dit record bleef overeind staan tot in maart 2014, toen een andere Amerikaanse ploeg het op de WK indoor in Sopot verbeterde.
Overige prestatieve feiten zijn van Dameon Johnson niet bekend.

## Titels
- Wereldindoorkampioen 4 x 400 m estafette - 1999

## Persoonlijk record
Indoor
| Onderdeel | Prestatie | Datum            | Plaats  |
| --------- | --------- | ---------------- | ------- |
| 400 m     | 46,63 s   | 27 februari 1999 | Atlanta |

## Palmare s

### 4 x 400 m estafette
- 1999:  WK indoor - 3.02,83 (WR)